# Искусство Древнего Египта
Искусство Древнего Египта — живопись, скульптура, архитектура и другие виды искусства, которые зародились в Нильской долине около 5000 лет до нашей эры и просуществовали до 300 года нашей эры.
Древнеегипетское искусство неоднородно и на протяжении своей многовековой истории претерпевало ряд изменений, относящихся к тому или иному историческому периоду.
Мотивы древнеегипетского искусства оказали влияние на искусство разных последующих эпох, породив отдельные стили — ориентализирующий (VII век до н. э.) и египтизирующий (XVIII—XX века).

## Архитектура древнего Египта

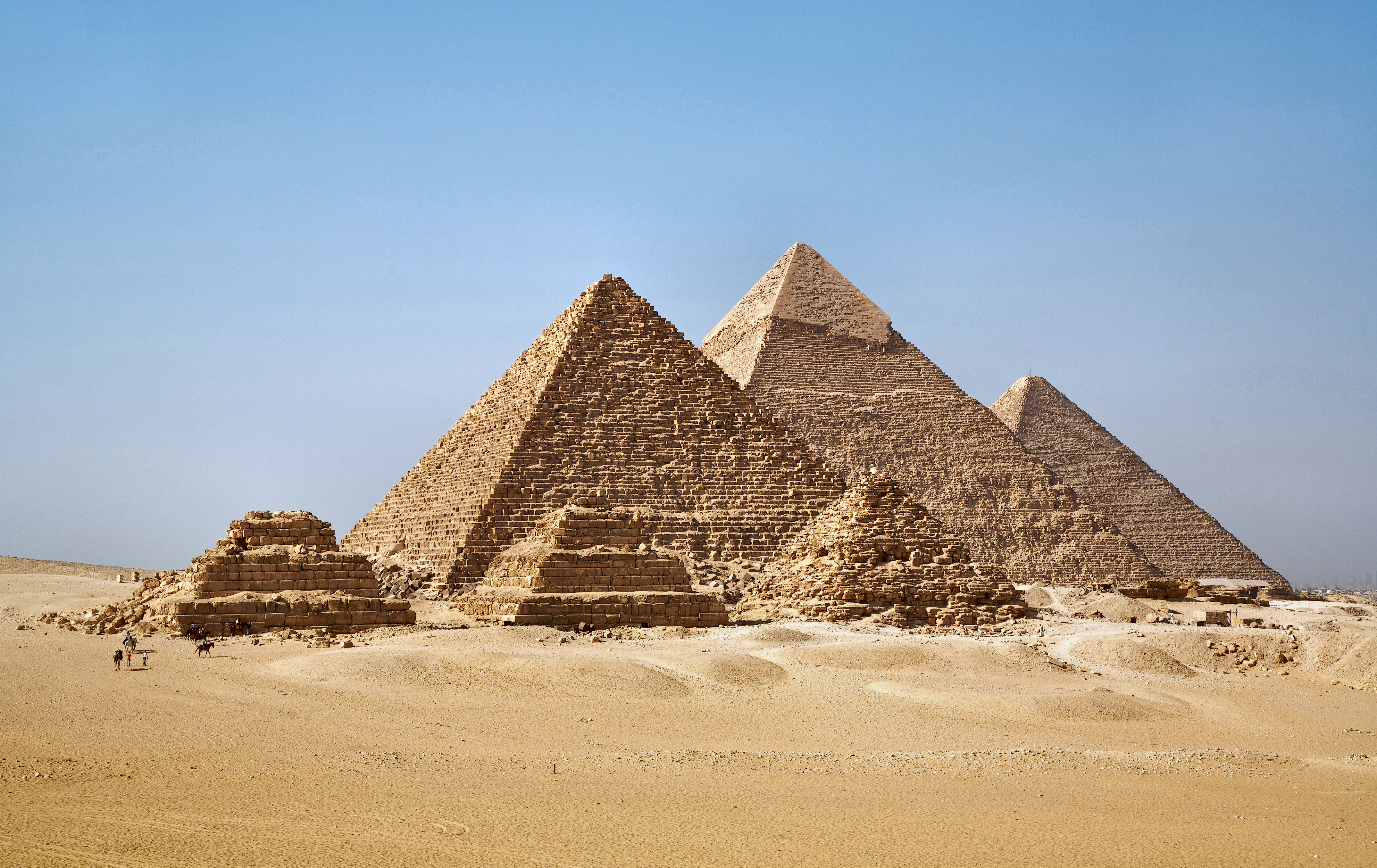
Пирамиды в Гизе

Древнеегипетская архитектура отличается условностью, однообразием и на протяжении многовековой истории отличается необычностью построек . Небогатое разнообразие строительных материалов ограничивало методы работы мастеров и предопределяло архитектурные формы (пирамида, пилон и колонна).
Из-за недостатка дерева в связи с природными особенностями основными строительными материалами были камень (преимущественно известняк, песчаник, гранит) и кирпич-сырец. Расположенные вдали от разливов Нила и сельских поселений (где нередко кирпичи-сырец использовали в качестве удобрений) строения и гробницы сохранились до наших дней благодаря сухому, жаркому климату.
Древние архитекторы с математической точностью подходили к планированию строительных работ. Строители использовали пандусы для возведения высоких строений, а затем художники и резчики по камню начинали украшение сверху вниз, постепенно убирая пандусы. Экстерьеры часто ярко расписывались сценами религиозных и государственных мотивов.
Немаловажную роль в развитии архитектуры большинства стран играет разветвлённая сеть дорожного сообщения. В Древнем Египте основным и главным путём оставался Нил.
Изолированность египетской цивилизации привела к тому, что в древнем государстве отсутствовала конкуренция, которая оказала бы благотворное влияние на её развитие, как, например, в Европе.

## Скульптуры

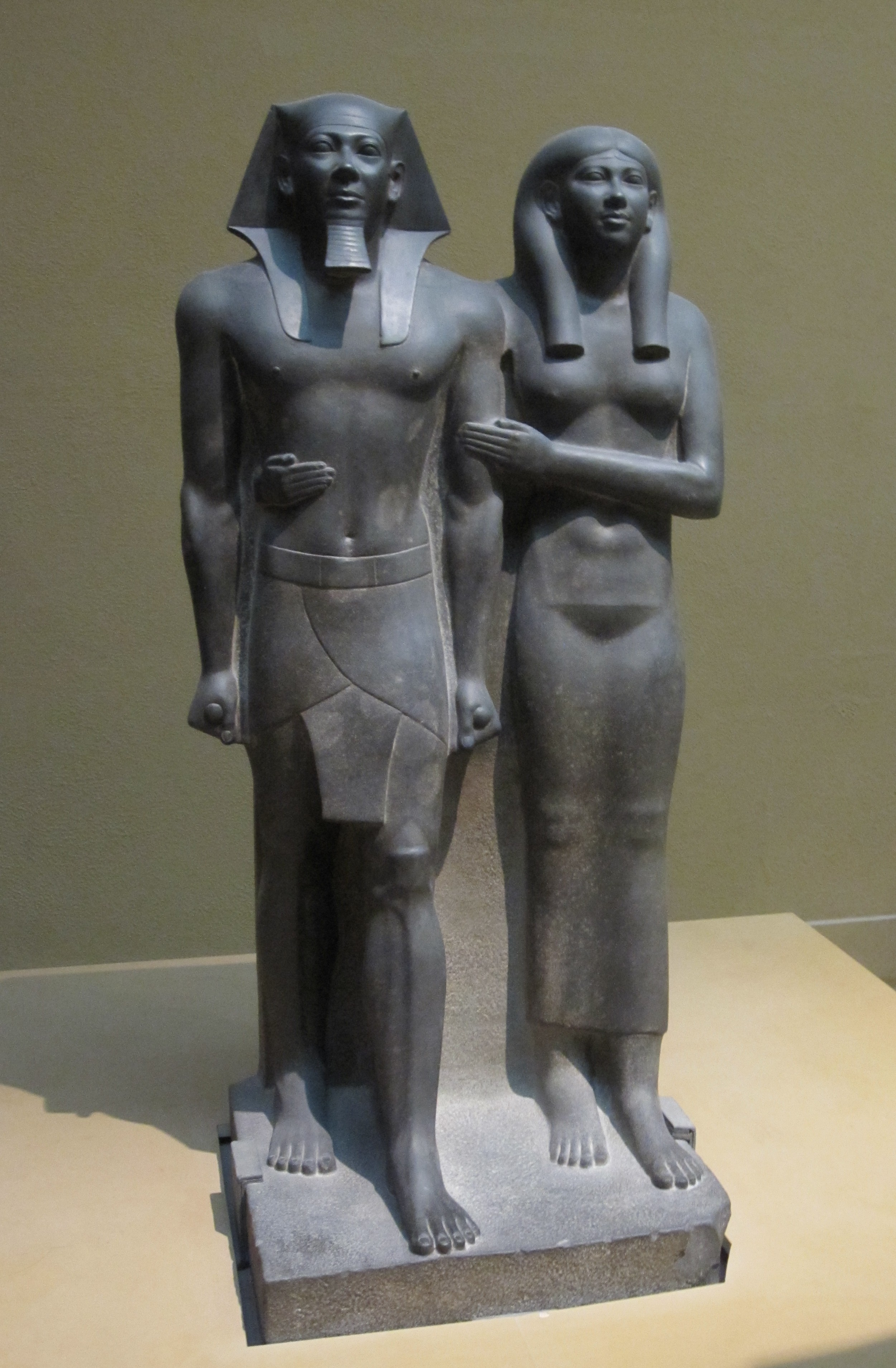
Фараон Менкаура и его царица, Древнее царство (ок. 2490—2472 годы до н. э.), IV династия

Массивная скульптура Древнего Египта отображала древнеегипетских богов, фараонов, члены царствующей династии и устанавливалась у храмов, дворцов, площадях. В гробницах знатных вельмож сохранились примеры их портретных изображений (Ка) и ушебти, изготовленные, в поверье древних египтян, для помощи покойному в загробной жизни.
Согласно строгому канону, мужчин изображали с цветом кожи темнее женского, руки сидящего человека покоились на коленях (женщина могла приобнять супруга в знак поддержки его при жизни), а образы богов определялись их мифологическими особенностями (Гор с головой сокола, Анубис — с головой шакала и пр.).
Распространёнными видами рельефных изображений были контррельеф и койланаглиф. Женщины практически всегда изображены идеализированно — молодыми и привлекательными, тогда как мужчины представлялись в молодом и пожилом возрасте, реалистично или идеализированно.
Кратковременный отход от принятого канона произошёл в Амарнский период (1351—1334 годы до н. э.), характеризующийся уклоном в реализм. К этому периоду относится знаменитый бюст Нефертити, обнаруженный Людвигом Борхардтом в 1912 году в руинах мастерской Тутмоса.

## Живопись
Не все изображения в Древнем Египте раскрашивались. Каменная поверхность готовилась к покраске — грубый слой грязи с более мягким слоем гипса сверху, потом известняк — и краска ложилась более ровно. Применяемые пигменты были, как правило, минеральными, дабы защитить изображения от солнечного света. Состав краски был неоднородным — яичная темпера, разнообразные вязкие вещества и смолы. В конечном счёте настоящая фреска не получалась и не использовалась. Вместо этого использовалась краска на слое высушенного пластыря, так называемая «фреска a secco». Сверху живопись покрывалась слоем лака или смолы, чтобы сохранить изображение надолго. Небольшие изображения, выполненные в такой технике, хорошо сохранились, хотя на крупных статуях практически не встречаются. Чаще всего подобные методы применялись при раскрашивании маленьких статуй, особенно деревянных. Основными цветами были красный, синий, чёрный, коричневый, жёлтый, белый и зелёный.
Для древнеегипетского изобразительного искусства характерно изображение людей и животных в профиль.

Множество египетских картин сохранились благодаря сухому климату Древнего Египта. Сцены в гробницах представляли путешествие покойного в загробный мир и встречу с богами (суд Осириса). Также часто изображалась земная жизнь усопшего, чтобы помочь ему заниматься тем же в царстве мёртвых. В Новом Царстве вместе с умершим стали класть Книгу мёртвых, которая призвана была помочь преодолеть препятствия к благодатным Полям Иалу.

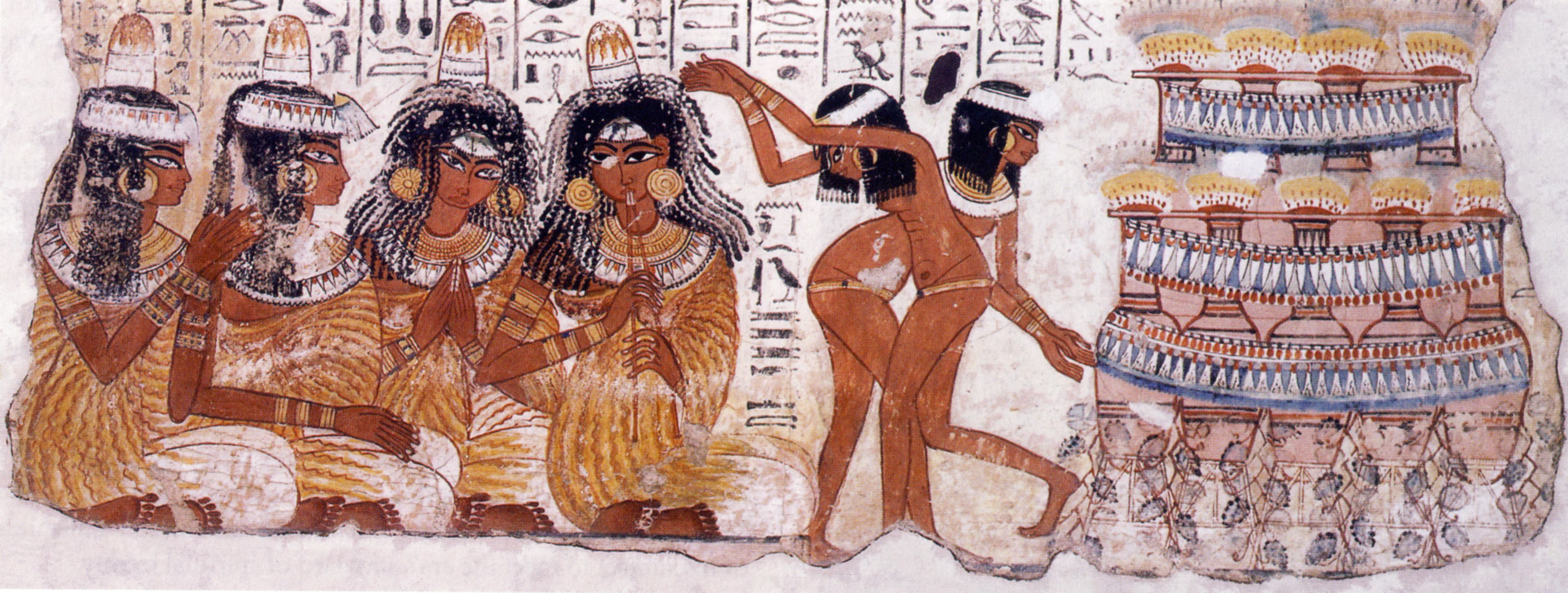
Фрагмент фрески из гробницы Небамона, XVIII династия. Британский музей

## Периоды искусства Древнего Египта

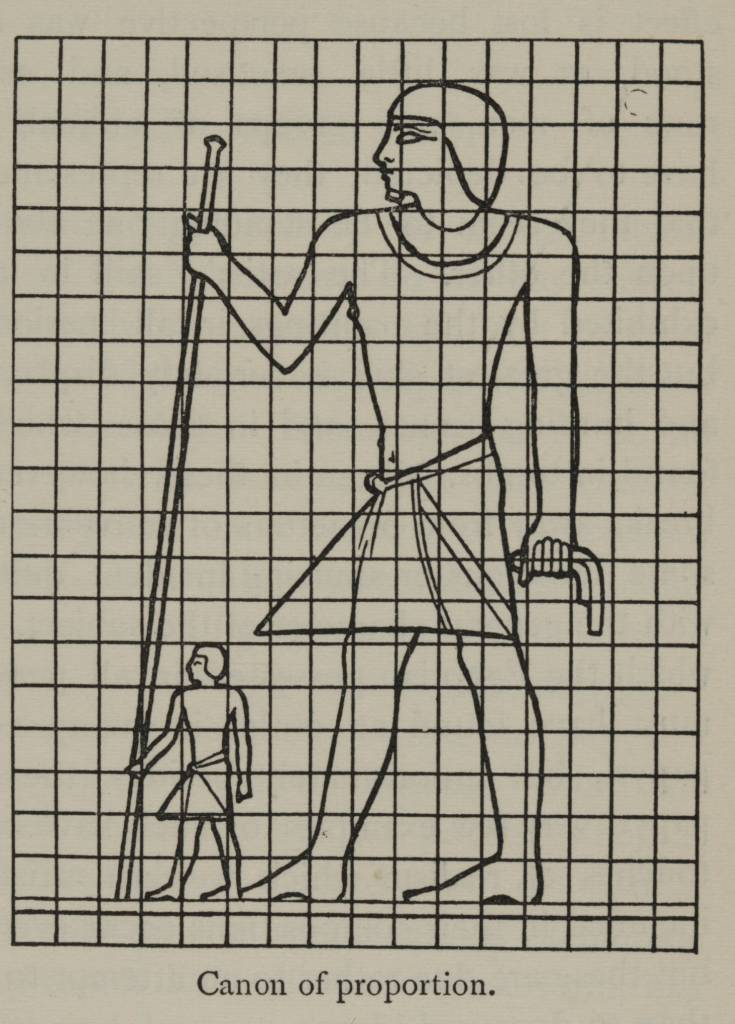
Пропорциональное изображение людей по египетским канонам

### ИскусствоДревнего Царства(32 в. — 24 в. до н. э.)
В первой половине III тысячелетия до нашей эры сложился монументальный стиль египетского искусства, выработались изобразительные каноны, которые потом свято оберегались на протяжении веков. Их постоянство обусловлено особенностями развития древнеегипетского общества, а также тем, что искусство Египта было составной частью культа, заупокойного ритуала. Оно столь тесно связано с религией, обоготворявшей силы природы и земную власть, что трудно понять его образную структуру, не имея общего представления о религиозно-обрядовых обычаях египтян.
В этот период создаются такие архитектурные сооружения как Великие Пирамиды и Большой Сфинкс.
Искусство Древнего Египта было тесно связано с религией и мифологией. Все произведения искусства создавали по строгим правилам — канонам. В честь богов воздвигали грандиозные храмы. В скульптуре и живописи их изображали как в человеческом облике (солнечный бог Амон-Ра, властитель загробного мира Осирис и его супруга Исида — богиня любви и материнства, богиня справедливости и космического порядка Маат и др.), так и в виде животных или людей с головами животных (Гор — в образе сокола; бог мудрости, правосудия и письменности Тот — птицы ибиса; покровитель бальзамировщиков и проводник умерших в загробное царство Анубис — шакала; богиня войны, болезней и покровительница врачевателей Сехмет — львицы и т. д). В отличие от других культур Древнего Востока, египтяне подчёркивали в образах богов не устрашающе-ужасные черты, а величие и торжественность. Фараонов почитали как живых богов. Искусство было ориентировано на потустороннюю жизнь. Египтяне верили в продолжение жизни после смерти, если будет сохранено тело. Тела умерших обрабатывали специальными составами, превращавшими их в мумии. По представлениям египтян, после смерти продолжали существовать жизненные сущности человека. Одна из них — Ба, жизненная сила — изображалась в виде птицы, вылетающей из уст умершего.

### ИскусствоСреднего царства(21 — 18 вв. до н. э.)[15]
В Архитектуре: возникла идея равенства после смерти, что сразу же отразилось на технической стороне культа умерших. Он очень упростился. Стали излишней роскошью гробницы типа мастаба. Для обеспечения вечной жизни было уже достаточно одной стелы — каменной плиты, на которой были написаны магические тексты и все, что требовалось умершему в загробном мире.
Появился новый тип погребальных сооружений, сочетавший в себе традиционную форму пирамиды и скальную гробницу.
Наряду с традиционными для египетского зодчества колоннами, появилась новая форма колонны с каннелированным стволом и трапециевидной капителью.
(Архитектура Древнего Египта)
Значительные изменения в скульптуре происходит именно в Среднем царстве, что во многом объясняется наличием и творческим соперничеством множества локальных школ, получивших самостоятельность в период распада. Со времен XII династии шире используются ритуальные статуи: они теперь устанавливаются не только в гробницах, но и в храмах. Среди них по-прежнему доминируют изображения, связанные с обрядом хеб-сед.
Стиль отличает большая доля условности и обобщенности, в целом типичная для скульптурных памятников начала эпохи. В дальнейшем скульптура приходит к более тонкой моделировке лиц и большей пластичной расчленённости: раньше всего это проявляется в женских портретах и изображениях частных лиц. Искусство Среднего царства — эпоха расцвета пластики малых форм, связанных в большинстве своём по-прежнему с погребальным культом и его обрядами (плавание на ладье, принесение жертвенных даров и др.). Статуэтки вырезались из дерева, покрывались грунтом и расписывались. Нередко создавались целые многофигурные композиции в круглой скульптуре (подобно тому, как это было принято в рельефах Древнего царства).(Скульптура Древнего Египта)

### ИскусствоНового Царства(17—11 века до н. э.)
Более смелые и внутренне более значительные сдвиги происходят в художественной культуре Нового царства, наступившего после победы над азиатскими племенами гиксосов. Вместо архитектуры гробниц (гробницы в Новом царстве перестали быть наземными сооружениями — они таились в ущельях скал) расцветает архитектура храмов. Жрецы в эту эпоху стали самостоятельной политической силой, конкурирующей даже с властью фараона. Поэтому не только заупокойные их храмы, а главным образом храмы-святилища, посвящённые различным ипостасям бога Амона, определяли архитектурный облик Египта. Правда, и в храмах прославлялась особа фараона, его подвиги и завоевания; эти прославления велись с ещё большим размахом, чем раньше. Вообще культ грандиозного не угас, а даже возобновился с небывалой импозантностью, но вместе с тем сюда присоединилось какое-то внутреннее беспокойство.
В течение нескольких веков строились и достраивались знаменитые храмы Амона-Ра в Карнаке и Луксоре, близ Фив. Если древняя пирамида с её спокойной целостной формой уподоблялась горе, то эти храмы напоминали дремучий лес, где можно затеряться.

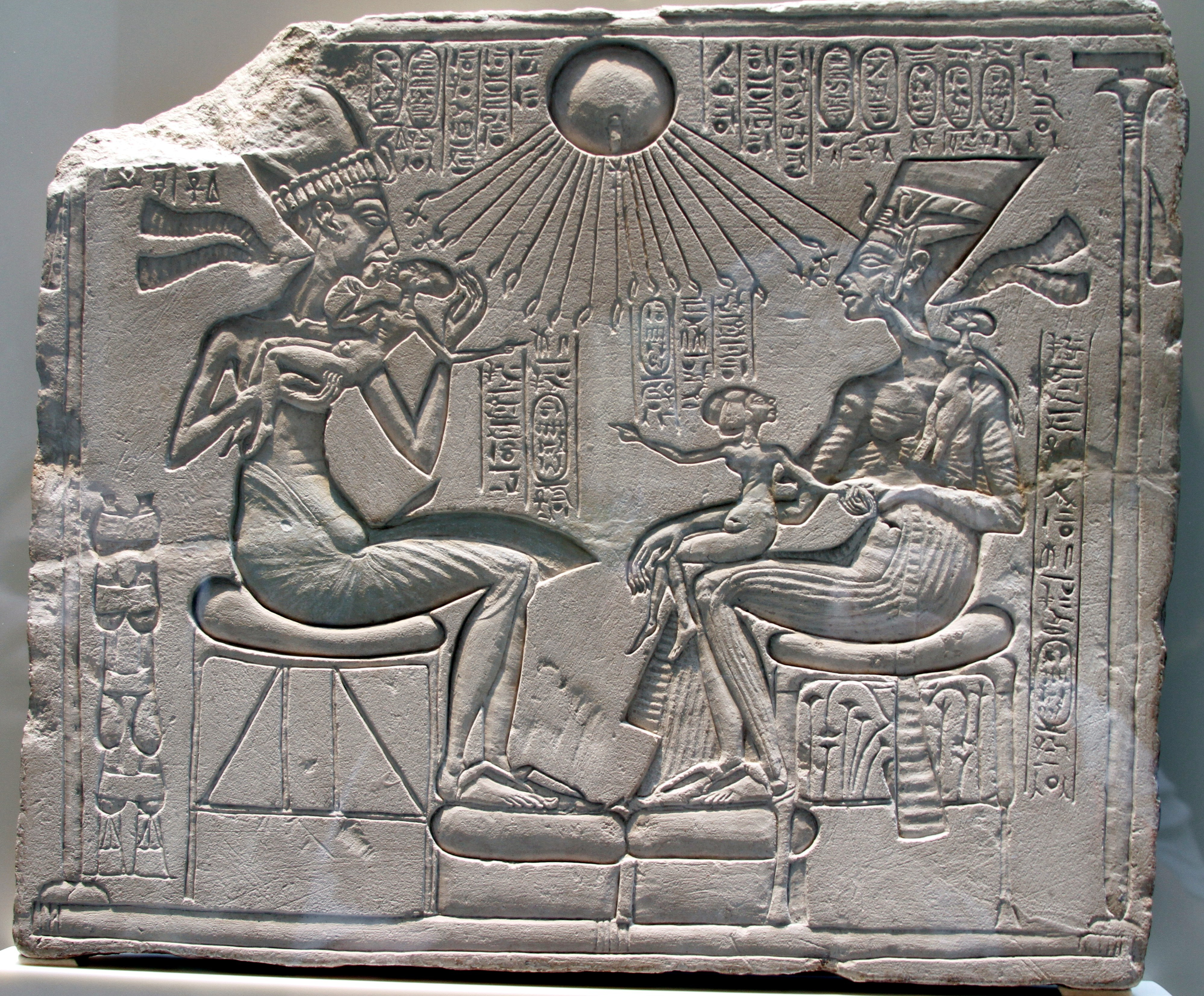
Семейная сцена царственной четы: Эхнатон целует дочь Макетатон, на коленях царицы Нефертити сидит дочь Меритатон, Анхесенамон на плече играет с серьгами матери

Многообразные художественные поиски периода XVIII династии подготовили появление заключительного, совсем уже новаторского этапа, связанного с царствованием фараона-реформатора Эхнатона, в XIV веке до н. э. Эхнатон смело выступил против фиванского жречества и провёл реформы. Амарнское искусство (по названию местности Амарна, где стояла новая столица Ахетатон) обратилось к чувственной передачи действительности, небывалому до того реализму.
Религиозно-политические реформы Эхнатона угасли с его смертью. При Тутанхамоне столица перенесена в Мемфис, а жрецы Амона вернули себе былое могущество. Имя Эхнатона предано забвению. Однако новые начала, внесённые в искусство, развивались ещё в течение, по крайней мере, столетия.
Таким образом, египетское искусство в итоге своего долгого пути пришло к новым рубежам. Но дальше его линия развития затухает. Последний прославленный завоеватель Рамсес II стал культивировать торжественно-монументальный стиль, который теперь уже не был таким органичным, как когда-то в Древнем царстве. Пещерный храм Рамсеса II в Абу-Симбеле представляет собой заключительную вспышку египетского монументального гения. После Рамсеса последовала полоса тяжёлых длительных войн, завоевания Египта эфиопами, ассирийцами, утраты Египтом военной и политической мощи, а затем и культурного первенства.
В VII веке до н. э. египетское государство на время вновь объединяется вокруг саисских правителей. Возродилось в это время и древнеегипетское искусство в своих традиционных формах. Саисское искусство достаточно высоко по мастерству, но в нём нет прежней жизненности, оно холодно, ощущается усталость, иссякание творческой энергии. Всемирно-историческая роль Египта в то время была уже исчерпана.

## Литература Древнего Египта

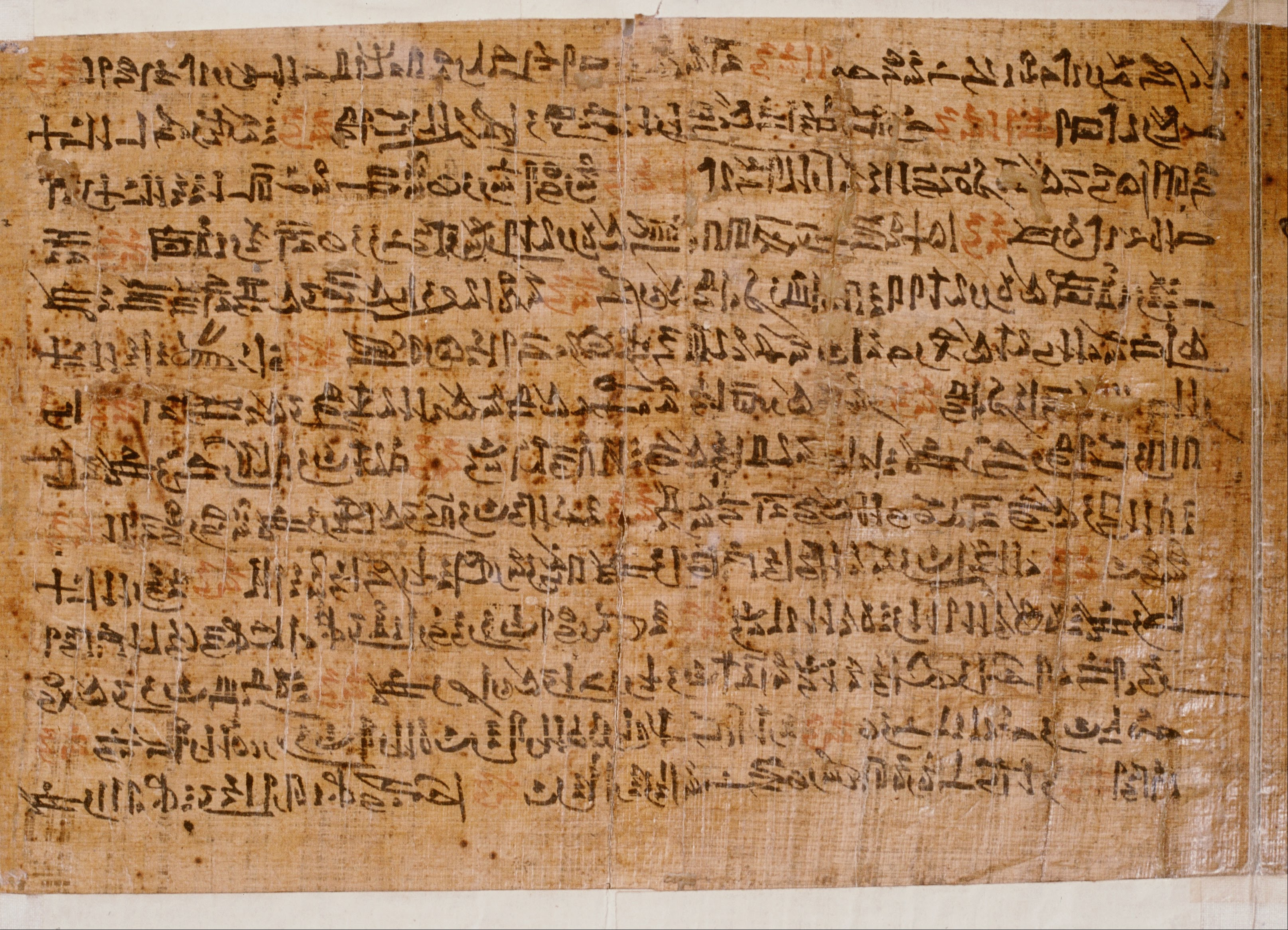
Папирус с «Речением Ипувера» в жанре плача. Лейденский музей (Нидерланды)

## Театр Древнего Египта

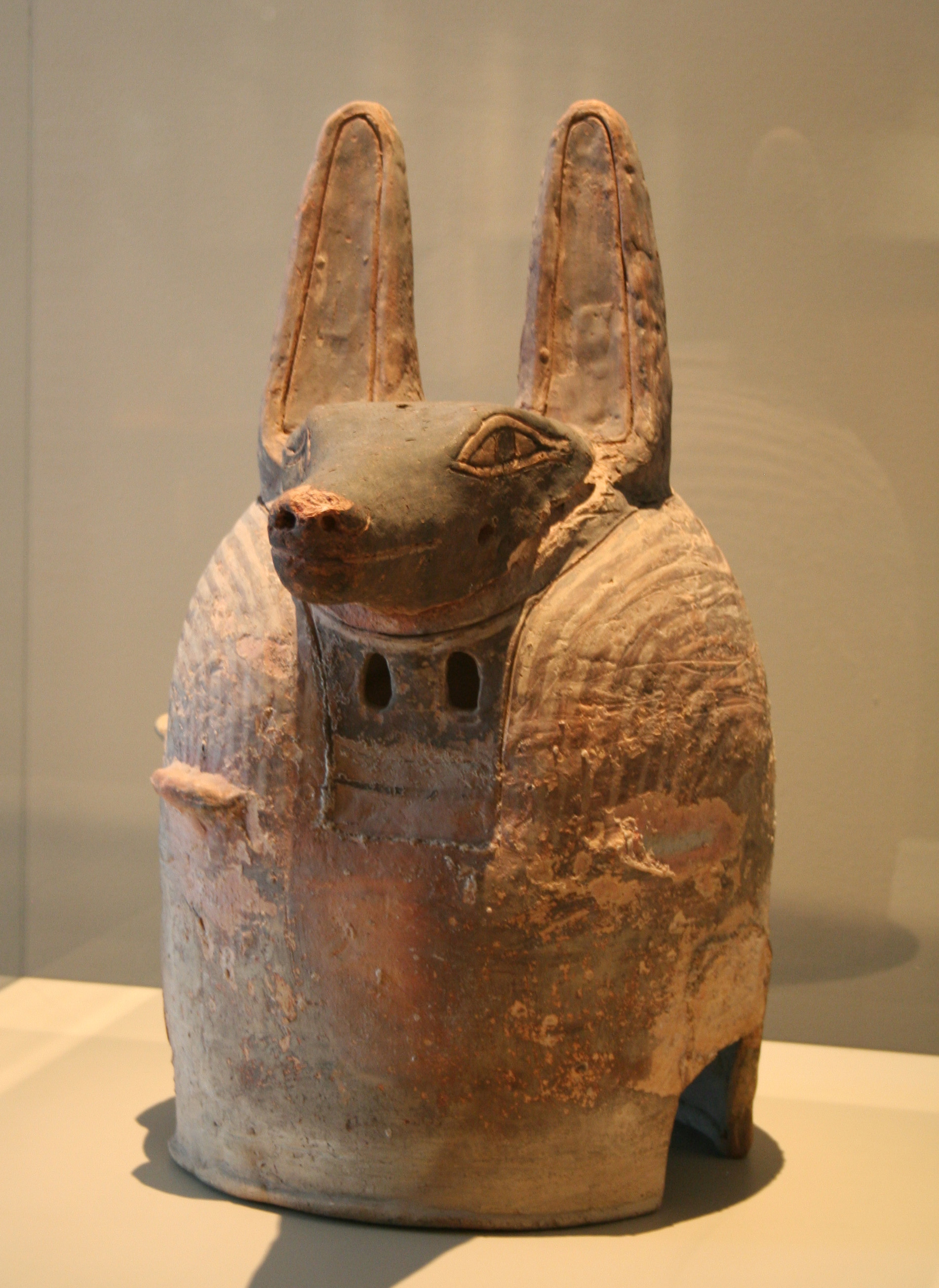
Маска Анубиса. Поздний период. Музей Рёмера и Пелицеуса, Хильдесхайм